# 小行星10101
小行星10101（10101 Fourier, 1992 BM2）是一個小行星帶天體。1992年1月30日由比利時天文學家艾瑞克·沃爾特·埃爾斯特在歐洲南方天文台發現；以知名法國數學家约瑟夫·傅里叶命名。

## 外部連結
- JPL Small-Body Database Browser on 10101 Fourier （页面存档备份，存于）

| 前一小行星： (10100)10100 Bürgel | 小行星列表 | 後一小行星： (10102)10102 Digerhuvud |